# Staszów (gmina)
Staszów est une gmina mixte du powiat de Staszów, Sainte-Croix, dans le centre-sud de la Pologne. Son siège est la ville de Staszów, qui se situe environ 53 km au sud-est de la capitale régionale Kielce.
La gmina couvre une superficie de 227,52 km2 pour une population de 26 077 habitants.

## Géographie
Outre la ville de Staszów, la gmina inclut les villages de Czajków Północny, Czajków Południowy, Czernica, Dobra, Gaj Koniemłocki, Grzybów, Jasień, Koniemłoty, Kopanina, Krzczonowice, Krzywołęcz, Kurozwęki, Łaziska, Lenartowice, Łukawica, Mostki, Niemścice, Oględów, Poddębowiec, Podmaleniec, Ponik, Sielec, Smerdyna, Stefanówek, Sztombergi, Wiązownica Duża, Wiązownica Mała, Wiązownica-Kolonia, Wiśniowa, Wiśniowa Poduchowna, Wola Osowa, Wola Wiśniowska, Wólka Żabna, Zagrody et Ziemblice.
La gmina borde les gminy de Bogoria, Klimontów, Osiek, Raków, Rytwiany, Szydłów et Tuczępy.